# Brian McGee (Bischof)
Brian McGee (* 8. Oktober 1965 in Greenock, Schottland) ist ein schottischer Geistlicher und römisch-katholischer Bischof von Argyll and the Isles. 

## Leben
Brian McGee besuchte die Knabenseminare in Lngabank und Aberdeen. Anschließend studierte er am St. Patrick’s College in Thurles. Die Priesterweihe empfing er am 29. Juni 1989 für das Bistum Paisley.
Nach verschiedenen Tätigkeiten in der Pfarrseelsorge war er von 2006 bis 2008 Spiritual am Scotus College in Bearsden. Anschließend war er Leiter des Programms für die Eingliederung Erwachsener in die Kirche und Bischofsvikar für Ehe und Familie. Im Jahr 2014 wurde er zum Generalvikar des Bistums Paisley ernannt.
Papst Franziskus ernannte ihn am 28. Dezember 2015 zum Bischof von Argyll and the Isles. Die Bischofsweihe spendete ihm der Erzbischof von Saint Andrews und Edinburgh, Leo Cushley, am 18. Februar des folgenden Jahres in der St Columba’s Cathedral in Oban. Mitkonsekratoren waren sein Amtsvorgänger Joseph Anthony Toal, Bischof von Motherwell, und der Bischof von Paisley, John Keenan.